# جورج جاكوبس (اقتصادي)
جورج جاكوبس هو اقتصادي بلجيكي، ولد في سبتمبر 1940 في بروكسل في بلجيكا.